# Never Shout Never
Never Shout Never fue una banda estadounidense de Pop integrada por Christofer Drew (voz, guitarra), Hayden Kaiser (batería) y Taylor Macfee (bajo eléctrico). Drew fundó la banda el año 2007 en Joplin, Misuri, y entonces él era el único miembro que formaba parte de ella. Durante presentaciones en vivo, Drew contó con una «banda de apoyo» llamada The Shout, hasta que en 2011 quienes formaban parte de ella, pasaron a ser miembros oficiales de la banda. En ese entonces los miembros eran Kaiser, Macfee y Caleb Denison, pero antes estuvieron Dustin Dobernig (teclados, violín), Nathan Ellison (batería), Jude Zatski (teclados, guitarra) y Taylor Juwig (guitarra). Denison dejó la banda a principios de 2012.
Never Shout Never lanzó varios EP hasta enero de 2010, cuando publicó What is love?, su álbum debut. Este alcanzó la posición veinticuatro de la lista de ventas estadounidense Billboard 200, así como el lugar veintidós en Rock Albums, conteo que se encarga de disco de rock. Más tarde ese mismo año, el grupo lanzó Harmony, su segundo material de estudio, que ocupó la posición catorce del Billboard 200. Para la promoción de ambos discos, la banda, junto con otras, realizó varias giras durante el año 2010 y principios del 2011. La banda grabó su tercer álbum, Time travel, en Springfield, Misuri, y lo lanzó a la venta en septiembre de 2011. Tuvo menor éxito comercial que los dos anteriores.
El 13 de noviembre de 2012, Never Shout Never lanzó su cuarto álbum de estudio, Indigo.
El 7 de agosto de 2015 la banda lanzó su quinto y último álbum de estudio, Black Cat. 
A finales de diciembre del 2018, el vocalista Christofer Drew, anunció por su cuenta de Twitter que Never Shout Never había llegado a su fin y anunció una última gira por Brasil y México; una vez que estas presentaciones concluyeran la banda se desintegraría.
El 12 de junio de 2020 el vocalista Christofer Drew lanza su LP titulado "Urnborn Spark" usando el nombre de la banda.

## Historia

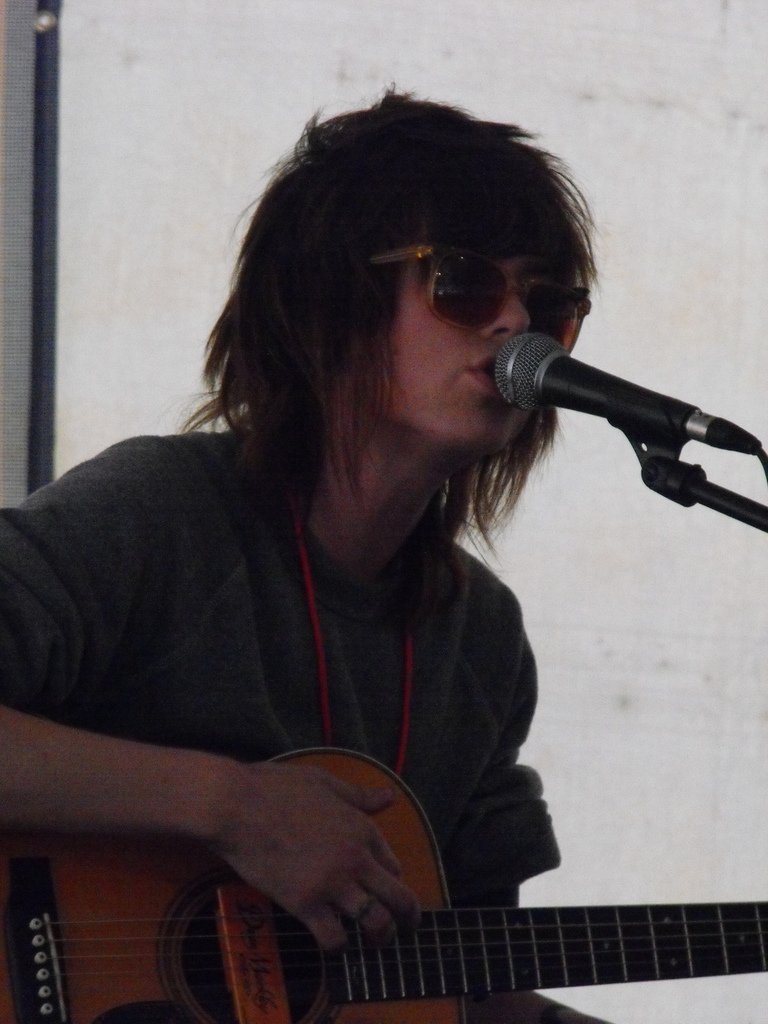
Christofer Drew en mayo de 2009.

### Primeros trabajos
En el año 2007 Christofer Drew Ingle subió a MySpace, bajo el seudónimo Never Shout Never, sus propias canciones, las cuales le ayudaron a hacerse conocido en dicha red social. El 29 de febrero de 2008 lanzó de forma independiente el EP Demo-shmemo. En julio, Never Shout Never apareció en Total Request Live de MTV. Entre octubre y noviembre de 2008, realizó una gira con hellogoodbye y Ace Enders.
Tras la fundación de su propia discográfica, Loveway, publicó los EP The yippee y Me & my uke, ambos en 2009. El mismo año, Never Shout Never se unió a Warner Bros., compañía con la cual se lanzó The summer el 23 de junio. The summer fue producido por Drew junto a Forrest Kline (vocalista de hellogoodbye) y llegó a la posición cincuenta y siete del conteo Billboard 200 de Estados Unidos. Never Shout Never participó en el festival de música The Bamboozle Roadshow 2009 junto a We the Kings, Forever The Sickest Kids, The Cab y Mercy Mercedes. También en 2009 Christofer Drew fue parte del Vans Warped Tour.
En noviembre de 2009, Never Shout Never recibió el premio Breaking Woodie entregado por mtvU.

### What is love?yHarmony

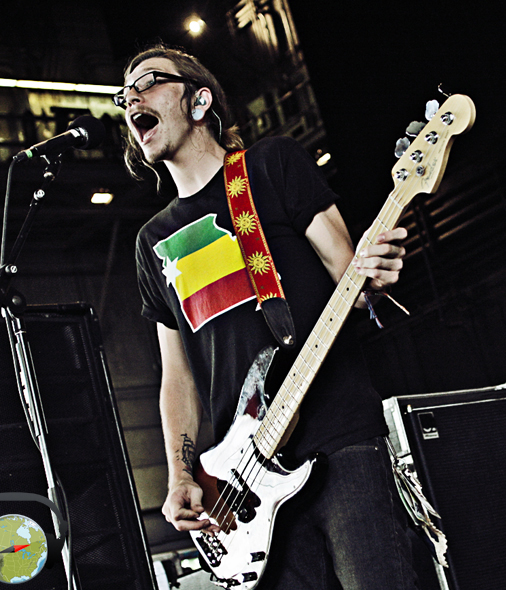
Taylor Macfee en el Warped Tour 2010.

En enero de 2010, Never Shout Never lanzó su álbum debut, What is love?, el cual alcanzó en la posición número veinticuatro del Billboard 200 y en Rock Albums obtuvo la posición número dos. Como parte de la promoción del disco, se publicó un vídeo para el sencillo «What is love?» en diciembre de 2009. Se lanzaron vídeos musicales para las canciones «I love you 5» y «Can't stand it». Entre marzo y mayo estuvieron en el Alternative Press Tour 2010 junto a The Cab, Hey Monday, The Summer Set y Every Avenue. Posteriormente participaron en la versión de ese año del Warped Tour.
En julio de 2010 se publicó en iTunes el EP Melody, que incluyó la canción «Coffee and cigarettes», la cual contó con un vídeo musical que se lanzó el mismo día que el EP. El segundo material de larga duración de Never Shout Never, Harmony, se lanzó en agosto del mismo año. Alcanzó el lugar catorce del Billboard 200 y en Digital Albums obtuvo la posición cuatro. Al igual que en What is love?, uno de los temas que trata en Harmony es el divorcio. El primer sencillo del álbum fue «cheatercheaterbestfriendeater».
The Maine y Never Shout Never realizaron la gira Harmony tour durante octubre y noviembre de 2010, siendo la primera fecha en Seattle, Washington, y la última en Chicago, Illinois. La revista Alternative Press escogió a NSN como banda del año 2010, por lo que en enero de 2011 Christofer Drew apareció en al portada de dicha publicación.

### Time travel

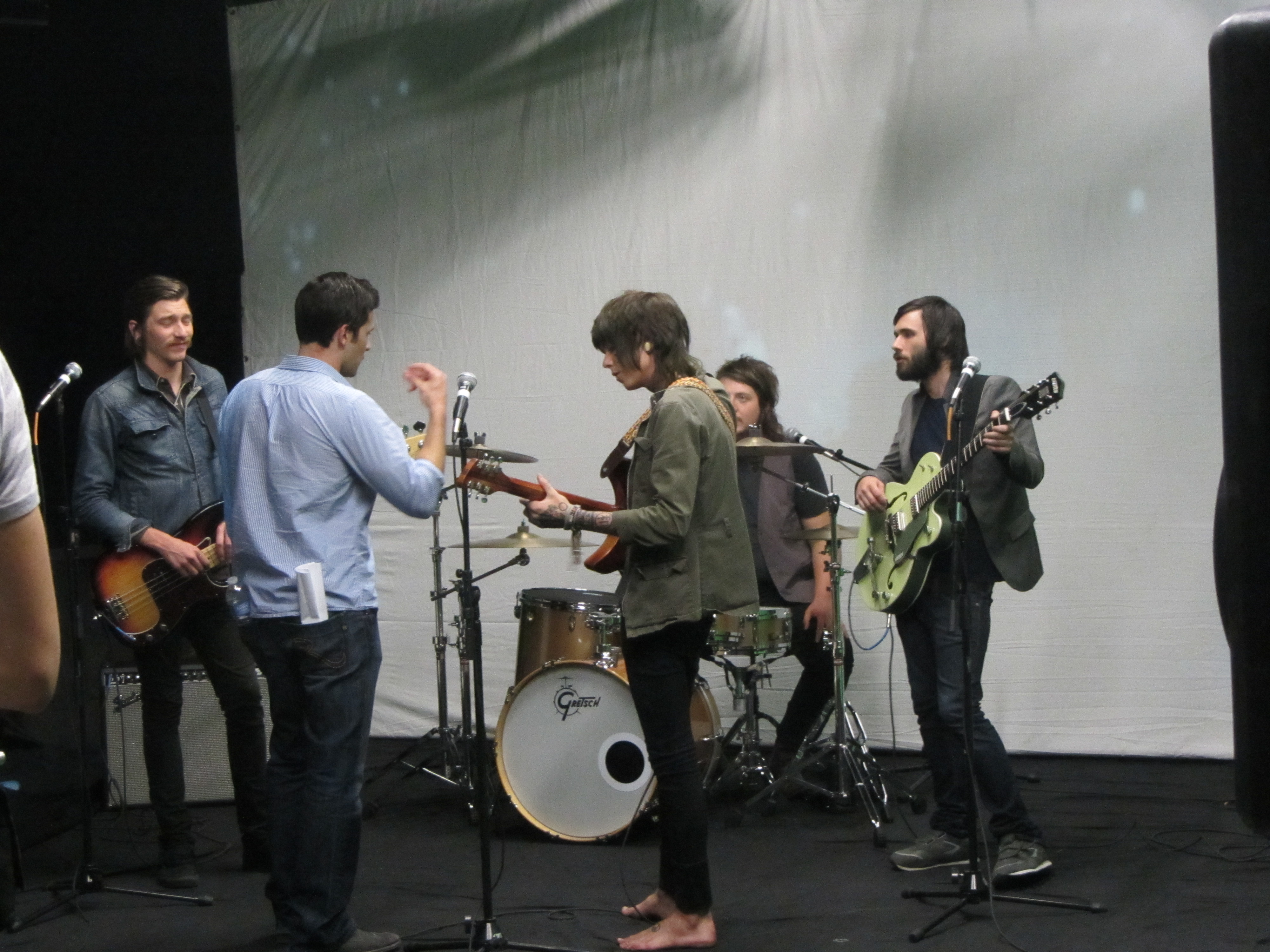
Never Shout Never durante la filmación del video para «Time travel».

Después de Harmony, Never Shout Never pasó de ser básicamente el seudónimo de Chris Drew a un «grupo completo», al cual se unieron Caleb Denison (guitarra, batería, percusión), Taylor Macfee (bajo eléctrico) y Hayden Kaiser (guitarra, percusión). Drew dijo: «Siempre quise que Never Shout Never fuera una banda, pero siempre ha habido otras personas que dicen que esto es mío». En una entrevista con Phoenix New Times, dijo que la agrupación irá en dirección del rock y argumentó: «estoy harto de las connotaciones negativas con la banda. Quiero volver a empezar y comenzar algo nuevo [...] Si mis fans están realmente "dentro" de las cosas de la [música] acústica, pueden encontrar a otros cien niños haciéndolo».
A principios de 2011, Never Shout Never y Christofer Drew ganaron las categorías Most Animal-Friendly Band y Favorite Animal-Friendly Celeb, respectivamente, en los premios Libby entregados por PETA.
En agosto de 2011, junto a Hey Monday, Never Shout Never hizo una gira por Sudamérica, en la que se visitó Brasil, Chile y Argentina. El tercer álbum de estudio de la banda, Time travel, fue grabado en Springfield, Misuri, y producido en su totalidad por los integrantes de la agrupación. Se lanzó el 20 de septiembre de 2011. Drew dijo sobre el álbum: «Yo sólo quería que fuera diferente a todo lo que hemos hecho, que fuera un poco más psicodélico. Siempre he pensado que sería genial viajar a través del tiempo». Se publicaron los sencillos «Time travel» y «Simplistic trance - like getaway». Dos días después del lanzamiento del disco, comenzaron el Time travel tour por los Estados Unidos junto a A Rocket to the Moon, Carter Hulsey, Fake Problems y Plain White T's.

### Indigo

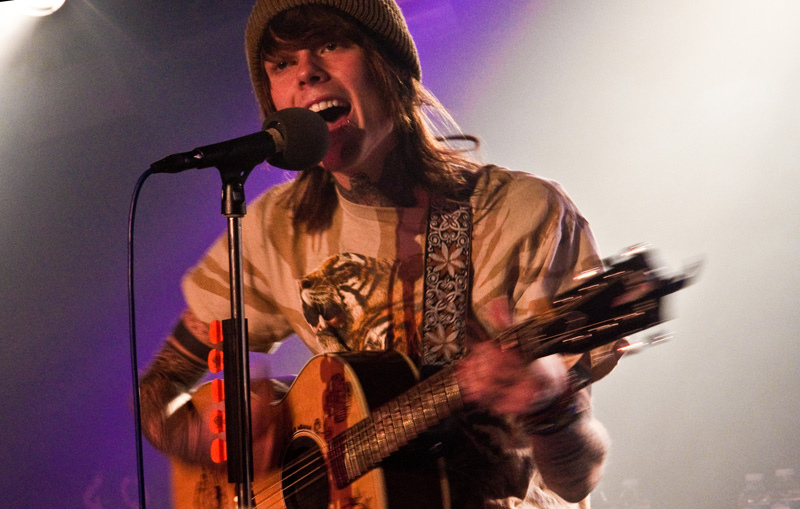
Christofer Drew en marzo de 2012.

Varios medios de comunicación aseguraron que el cuarto disco de Never Shout Never se titularía Good times. Sin embargo, en mayo de 2012 los miembros de la banda confirmaron que su nuevo trabajo discográfico se titulará Indigo. El grupo lanzó el primer sencillo del álbum, «Magic», el 25 de septiembre de 2012, mientras que Indigo fue lanzado el 13 de noviembre del mismo año.

## Estilo musical e influencias
El estilo musical de Never Shout Never ha sido catalogado generalmente entre folk, Pop, emo y rock alternativo. Maximiliano Poter de Rolling Stone Argentina dijo que con «muchas canciones folk sobre paz y amor [...] podemos llegar a una idea aproximada de Christofer Drew, voz, cuerpo y alma de Never Shout Never», y llamó también a Drew «el principito emo-folk». Jon Ableson de Alter The Press!, en una reseña a Time travel, dijo que en pistas como «Robot» existe una fusión entre los estilos de Radiohead, The Killers y MGMT.
Respecto a sus gustos, Christofer Drew dijo a AbsolutePunk: «Siempre he escuchado The Beatles. Me crié escuchando ese tipo de cosas». En otra ocasión, Drew dijo que algunos de sus álbumes favoritos son Abbey Road y Yellow Submarine. Algunas de las influencias en el álbum debut de la banda, What is love?, son Buddy Holly y The Beach Boys. Por otro lado, cuando Edward Stuart de Spinner le pregunto por sus influencias musicales, él respondió: «Paz, amor, felicidad, alegría, fe y esperanza» y llamó a Lady Gaga su «placer culpable» en la música.

## Miembros de la banda

### Miembros actuales
- Christofer Drew - voz, guitarra[37][65]

### Antiguos miembros
- Caleb Denison - guitarra, batería, percusión
- Hayden Kaiser - guitarra, percusión

## Discografía

### Álbumes de estudio
- 2010: What is love?
- 2010: Harmony
- 2011: Time travel
- 2012: Indigo
- 2013: Sunflower
- 2015: Recycled Youth
- 2015: Black Cat

### EP
- 2008: Demo-shmemo
  - The yippee
- 2009: Me & my uke
  - The summer
  - Never Shout Never
- 2010: Melody
- 2013: The Xmas
- 2020: Unborn Spark

## Giras y festivales
- The Bamboozle Roadshow (2009)
- Vans Warped Tour (2009, 2010, 2013,2015,2016)
- The Alternative Press Tour (2010)
- The harmony tour (2010)
- Time travel tour (2011)
- Spring 2012 tour (2012)